# Carl Andreas Ancker

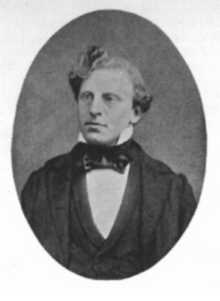
Carl Andreas Ancker um 1850

Carl Andreas Ancker (* 13. September 1828 in Kopenhagen; † 16. November 1857 ebenda) war der Stifter des Anckerschen Legates, eines Reisestipendiums für Bildhauer, Dichter und Komponisten.

## Leben
Carl Ancker war seit seiner Jugend kunstinteressiert. Er verfasste Gedichte und übersetzte Dramen. 1847 begann er eine landwirtschaftliche Ausbildung in Sophienborg bei Hillerød. Später bereiste er Deutschland, die Schweiz und Ungarn und besuchte die Landwirtschaftsschule in Hohenheim. 1851 kaufte sein Vater, der Tuchhändler Anders Ancker, das Gut Mørkhøjgård bei Gladsakse für ihn, wo er nach seiner Heimkehr nach Dänemark lebte. 1853 veröffentlichte er unter dem Pseudonym Beppo ein Gedichtsammlung, mit der er aber wenig Erfolg hatte. Nach dem Tod seines Vaters 1854 erbte er ein bedeutendes Vermögen. Er ließ sich in Kopenhagen nieder und unternahm mehrere große Auslandsreisen.
Frühzeitig erkrankte Ancker an einem Gehirnleiden, das mit Lähmungen und Krämpfen einherging. Daher verfasste er kurz nach seiner Heirat ein Testament. In diesem legte er fest, dass im Falle er ohne Erben stürbe, die Hälfte seines Vermögens für ein Reisestipendium für Bildhauer, Dichter und Komponisten verwendet werden sollte. Das Stipendium wurde zunächst alle vier Jahre vergeben, inzwischen wird das Anckersche Legat viermal im Jahr vergeben.

## Quelle
- Gyldendal - Den Store Danske - C. Ancker

| Personendaten    | Personendaten                   |
| ---------------- | ------------------------------- |
| NAME             | Ancker, Carl Andreas            |
| KURZBESCHREIBUNG | Stifter des Anckerschen Legates |
| GEBURTSDATUM     | 13. September 1828              |
| GEBURTSORT       | Kopenhagen                      |
| STERBEDATUM      | 16. November 1857               |
| STERBEORT        | Kopenhagen                      |